# Kathy Ireland
Kathleen Marie Ireland (Glendale, 20 marzo 1963) è un'imprenditrice, modella, attrice e scrittrice statunitense.

## Biografia
Nata a Glendale, in California, Kathy Ireland ha avviato la sua carriera da modella nel 1979, quando è stata scoperta dalla Elite Model Management. Ha ottenuto maggiore popolarità comparendo in tredici edizioni consecutive di Sports Illustrated Swimsuit Issue, di cui tre volte in copertina, e venendo fotografata per Vogue, Cosmopolitan, Forbes e Mademoiselle.
Nel 1993 ha fondato la Kathy Ireland Worldwide, per la quale ha realizzato inizialmente linee di vestiti. Con il passare degli anni l'azienda ha goduto di una rapida crescita: tra il 2005 e il 2012 i suoi prodotti hanno generato 2 miliardi di dollari in vendite annuali ed è diventata tra i leader del suo settore; nel 2012, British Vogue ha definito la Ireland la modella più ricca del mondo. Sempre nel 2012 ha lanciato una linea di abiti da sposa e successivamente una collezione di gioielli ispirati a Elizabeth Taylor. Nel 2019 l'azienda è stata classificata ventiseiesima in una lista stilata da Global Retail dei centocinquanta licenziatari al mondo.

## Impatto

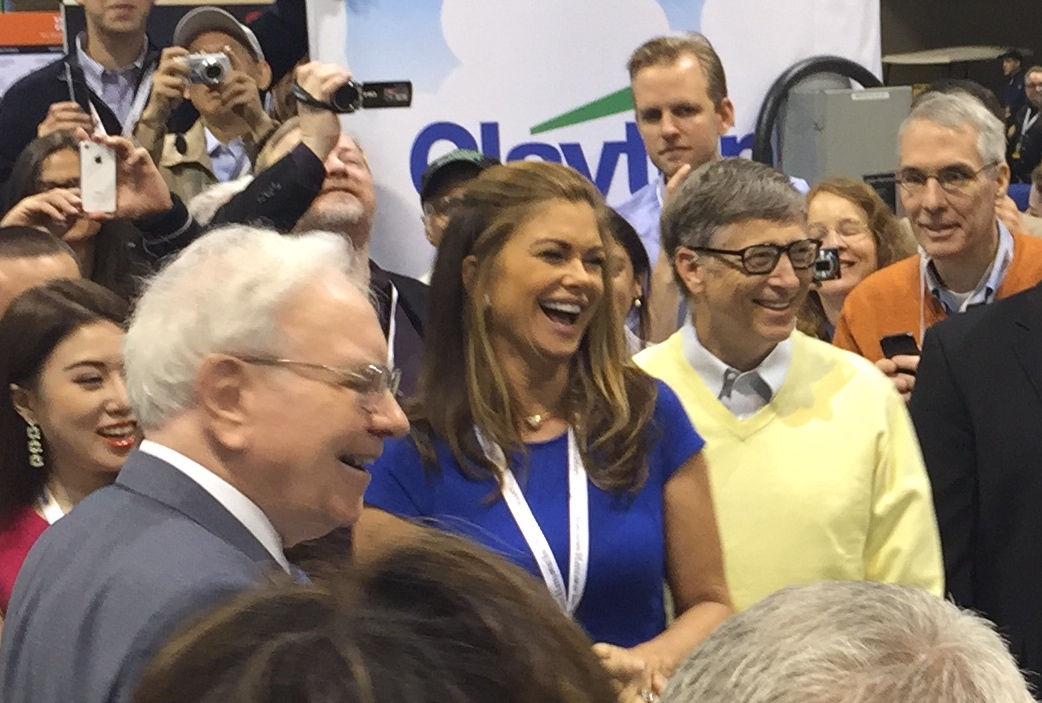
Warren Buffett, Ireland, e Bill Gates all'incontro degli azionisti di Bershire Hathaway nel 2015

Nel 2015 Kathy Ireland è stata inserita in una lista di Forbes riguardante le donne di maggior successo raggiunto in solitaria. Avendo legato il suo nome a numerosi prodotti differenti, è considerata una delle più grandi donne d'affari al mondo, venendo spesso paragonata, in modo favorevole, a Martha Stewart. È stato inoltre notato che la strategia di branding della Ireland ha influenzato e aperto le porte a molte altre modelle diventate imprenditrici.

## Vita privata
La Ireland ha sposato il medico Greg Olsen nel 1988. I due hanno tre figli: Erik, Lily e Chloe. È cristiana ed anti-abortista. Sua sorella, Cynthia, ha una figlia con la sindrome di Down. Al riguardo, ha scritto un articolo e rilasciato un'intervista sulla nipote e sulla necessità di aumentare gli sforzi nella ricerca.